# Lunery
Lunery település Franciaországban, Cher megyében. Lakosainak száma 1522 fő (2022. január 1.). Lunery Civray, Lapan, Primelles, Saint-Caprais és Saint-Florent-sur-Cher községekkel határos.

## Népesség
A település népessége az elmúlt években az alábbi módon változott:
| Lakosok száma | 2329 | 2021 | 1665 | 1487 | 1459 | 1512 | 1570 | 1585 | 1593 | 1522 |
|               | 1968 | 1982 | 1990 | 2006 | 2013 | 2015 | 2017 | 2019 | 2020 | 2022 |